# John Kenneth Galbraith
John Kenneth Galbraith (født 15. oktober 1908, død 29. april 2006) var økonom fra USA (født i Ontario, Canada).

## Biografi
Galbraith startede sin uddannelse i økonomi i Ontario, men flyttede til University of California, hvor han tog sin Ph.D. i 1934. Herefter underviste han samme sted samt på Princeton University, inden han i 1948 kom til Harvard. Under 2. verdenskrig var han leder af priskontrollen i USA, og under John F. Kennedy var han økonomisk rådgiver samt senere USA's ambassadør i Indien.

## Økonomiske ideer
Galbraith betegnes i den sammenhæng som venstreliberal, og han var kendt for sine analyser af overflodssamfundet, som op gennem det 20. århundrede blev dominerende i USAs økonomi.
Hans indflydelse er især sket med bøgerne Det rige samfund og Det nye industrisamfund, hvori han påpeger det forøgede forbrug samt faldet i de sociale ydelser. Han har dermed set såvel de stærke som de svage sider af den amerikanske økonomiske politik, som man nu, hen ved 50 år efter Galbraiths centrale analyser, kan se brede sig over Europa og store dele af Asien.
Et kendt citat er: "Det er en mærkelig idé, at de rige arbejder bedre, hvis de hele tiden bliver rigere, mens de fattige bare arbejder bedre, hvis de bliver fattigere."

### "Det rige samfund"
Udgangspunktet for Galbraith i Det rige samfund er den erkendelse, at den vestlige verden i almindelighed og USA i særdeleshed var indtrådt i en ny tilstand, der var afgørende anderledes end foregående tider: hvor tidligere tiders økonomi var en samfundsøkonomi domineret af fattigdom og et liv på eksistensminimum. Det var tillige samfund, hvor de få, der havde held til at frigøre sig fra tilværelsen på eksistensminimum, altid levede med en usikkerhed om at blive ramt af tilbageslag. Galbraith påpeger i forlængelse heraf på det forhold, at de fleste af de økonomiske teorier er blevet til i sådanne samfund og bærer præg heraf.
Galbraith fremhæver desuden med styrke, at de fleste økonomiske teorier har et samfundsunderstøttende præg. Det, disse har som formål, er at godtgøre de rigtige i den til enhver tid værende samfundstilstand – Galbraith kalder denne form for ikke-anstødende teorier for "den konventionelle visdom". Med denne erkendelse som udgangspunkt foretager Galbraith derefter en gennemgang af de klassiske økonomiske teorier: Adam Smith, Thomas Robert Malthus, David Ricardo, Henry Charles Carey, Henry George, Herbert Spencer og Karl Marx. Fælles for alle disse var den opfattelse, at der var meget lidt at fordele, og at der – især i slutningen af 1800-tallet – i USA var folk, der var i stand til at opbygge enorme formuer og under samfundstilstande, der var alt andet end så frie som teorierne forudsatte.
Galbraith vender sig derefter imod spørgsmålet om økonomisk ulighed, som den konventionelle visdom forsvarede med gamle og velprøvede argumenter som, at "det er i overensstemmelse med naturens orden og med retfærdigheden, at en mand er retmæssig ejer af hvad han erhverver" og siden, at uforstyrret indkomstnydelse blev anset for et nødvendigt incitament for at sikre en stadig større produktion og større indkomster til alle, lige som dele af opsparede formuer ville blive investeret samt at rige understøtter kunst og kultur. Herover for påpeger Galbraith, at der kun er tre fordele forbundet med rigdom:
1. tilfredsstillelsen ved den magt, som rigdom giver sin besidder,
2. den fysiske besiddelse af genstande købt for penge,
3. den anseelse og respekt, som rige mennesker anses at nyde[13].

Galbraith påpeger imidlertid at alle tre fordele er delvist undergravne i velfærdsstaten: således er en del af magten blevet videregivet fra ejere til direktører, bestyrere og andre tillidsfolk, mens omvendt tidligere tiders tjenestefolk er forsvundet, mange "velfærdssymboler" er blevet "allemandseje" og urimelige kostbare ting anses i voksende grad for vulgære, og endelig er rigdom ikke længere forbundet alene med erhvervsfolk men nok så meget med filmsstjerner, skuespillere, musikere, sportsfolk og lignende.
Efter således at have rystet den konventionelle visdoms teser kaster Galbraith sig ud i en samtidig samfundsanalyse, først og fremmest med hensyn til efterspørgslen. Han påpeger, at reklame er blevet et virkemiddel i markedsføringen og peger på modsætningen til den klassiske økonomiske teoris begreber "bytteværdi" og "brugsværdi": når reklame bliver det vigtigste middel til at overbevise forbrugeren om behovet for anskaffelse af et produkt, må nytteværdien af dette være minimal – og herfra er vejen ikke lang til at hævde, at fælles samfundstjenester kan vise sig mere nyttige end den enkeltes anskaffelse af endnu en genstand, som endda kun købes efter voldsom reklamevirksomhed. Desuden påpeger han, at en voksende andel af forbruget ikke dækkes for tjente penge men ved lån og med løbende afbetalinger (som udgør stadigt øgede andele af indkomsten) – med truslen om inkassatoren i baggrunden, hvis de selvpåtagne ratebetalinger ikke sker som aftalt. Og han stiller spørgsmålet: "kan inkassatoren være en hovedskikkelse i et sundt samfund?".
Nået så langt kaster Galbraith sig ud i sit hovedangreb på den amerikanske liberalisme: et samfund skal være i en vis ligevægt med hensyn til privat økonomisk frihed og sikringen af offentlige fællesgoder: "I årene efter 2. verdenskrig kunne aviserne i enhver større by – New York var et udmærket eksempel – dagligt berette om mangler og utilstrækkeligheder i de nødvendigste kommunale og bymæssige tjenester. Skolerne var gamle og overfyldte. Politistyrken var underbemandet og underbetalt. Parker og legepladser utilstrækkelige. Gader og åbne pladser var uhumske og sanitetsvæsenet dårligt udstyret og manglede folk. Adgangsvejene til byen var usikre og besværlige for dem som skulle på arbejde og blev det i stigende grad. De lokale trafikmidler var overbelastede, sundhedsfarlige og snavsede. Det samme gjaldt luften. Man burde have forbudt parkering i gaderne, men der var ikke plads andetsteds. Disse mangler forekom ikke inden for nye og nyere områder, men inden for gamle og velkendte. Fra gammel tid har byerne fejet deres gader, hjulpet deres indbyggere med at komme omkring, sørget for deres uddannelse, og leveret staldpladser til brug for køretøjer, der ønskede at gøre holdt. Et krav om at deres indbyggere bør kunne trække vejret i en luft, der ikke er forpestet, er ikke nogen revolutionær flirten med socialisme". Galbraith peger på problemerne i et samfund ude af ligevægt og fordelene ved et samfund i ligevægt mellem private forbrugsmuligheder på den ene side og offentlig styring og velfungerende offentlige ydelser på den anden: "ved at forsømme muligheden for at udvide den offentlige produktion lader vi mulighederne glide os af hænde for at opnå de goder, som vi ellers kunne have haft".
I forlængelse heraf peger Galbraith på to slags fattigdom: den individuelle fattigdom, der gælder mennesker med indkomster langt under gennemsnittet, og den regionale fattigdom, der rammer alle i et større område. Han fastslår, at "det som kræves for at afskaffe fattigdommen, i bemærkelsesværdig grad falder sammen med det, som kræves for at have samfundsmæssig ligevægt". Hvad Galbraith argumenterede for, var et skattesystem med efterfølgende omfordeling af midler især til offentlige (fællesmenneskelige) formål i lighed med det, der dengang allerede praktiseredes i de skandinaviske lande – "den skandinaviske model". Han indså, at et samfund, der ikke i tilstrækkelig grad sikrer dette, i levevilkårsmæssig (velfærdsmæssig) henseende ret beset ikke er meget bedre stillet end et latinamerikansk militærdiktatur. Langt senere skulle velfærdsundersøgelser påstå, at USA var på niveau med SSSR, og at de lykkeligste mennesker i verden af alle steder boede i – Danmark.